# Список городов и общин Бьеловарско-Билогорской жупании
Бьеловарско-Билогорская жупания (в Хорватии) включает в себя 5 городов и 18 общин, а общее количество её населённых пунктов составляет 323 наименования. Её административным центром служит город Бьеловар, являющийся также крупнейшей административной единицей жупании по численности населения.
Города и общины Хорватии сформировались в своём нынешнем виде в 1992 году в ходе изменения административного-территориального устройства страны, когда были разделены существовавшие тогда более крупные общины. Они представляют собой административно-территориальные единицы второго уровня (после жупаний).
Статус города в Хорватии получают населённые пункты, в которых проживает более 10 000 человек, либо имеющие историческое, экономическое или географическое значение. Помимо территории собственно города в образуемую им административно-территориальную единицу город (хорв. grad) входят прилежащие поселения, составляющие с ним единую социальную, экономическую и историческую общность. Хорватское законодательство определяет общины (хорв. općina) как местные органы самоуправления, которые создаются в районе, где несколько населённых пунктов представляют собой природное, экономическое и социальное образование, связанное общими интересами населения этого района.
В данном списке представлены города и общины Бьеловарско-Билогорской жупании, их названия на хорватском и чешском (в случае, если он в городе или общине является официальным в соответствии с ратифицированной Хорватией Европейской хартией региональных языков) языках, их площадь и население (по данным переписей 2001 и 2011 годов), географические координаты их административных центров, этнический состав (указаны народы, составляющие больше 1 % от населения общины по данным переписи 2011 года), расположение соответствующих административно-территориальных единиц на карте жупании, ссылки на официальные сайты общин в примечаниях, а также данные по численности населения населённых пунктов общин.

## Список городов и общин

### Города
| Название                            | Изображение | Площадь | Население (по годам переписи) | Население (по годам переписи) | Координаты                      | Этн. состав (2011)                                              | Карта | Прим.         |
| Название                            | Изображение | Площадь | 2001                          | 2011                          | Координаты                      | Этн. состав (2011)                                              | Карта | Прим.         |
| ----------------------------------- | ----------- | ------- | ----------------------------- | ----------------------------- | ------------------------------- | --------------------------------------------------------------- | ----- | ------------- |
| Бьеловар хорв. Bjelovar             |             | 191,90  | 41 869                        | 40 443                        | 45°53′55″ с. ш. 16°50′32″ в. д. | хорваты — 91,25 % сербы — 4,66 %                                |       | [ 12 ] [ 13 ] |
| Гарешница хорв. Garešnica           |             | 225,91  | 11 630                        | 10 466                        | 45°34′26″ с. ш. 16°56′29″ в. д. | хорваты — 84,72 % сербы — 10,14 % чехи — 1,4 %                  |       | [ 14 ] [ 15 ] |
| Грубишно-Поле хорв. Grubišno Polje  |             | 265,05  | 7523                          | 6431                          | 45°42′08″ с. ш. 17°10′20″ в. д. | хорваты — 67,66 % чехи — 17,12 % сербы — 8,89 % венгры — 2,59 % |       | [ 16 ] [ 17 ] |
| Дарувар хорв. Daruvar; чеш. Daruvar |             | 64,02   | 13 243                        | 11 612                        | 45°35′35″ с. ш. 17°13′26″ в. д. | хорваты — 61,28 % чехи — 21,36 % сербы — 12,28 %                |       | [ 18 ] [ 19 ] |
| Чазма хорв. Čazma                   |             | 238,07  | 8895                          | 8095                          | 45°44′54″ с. ш. 16°36′47″ в. д. | хорваты — 97,90 %                                               |       | [ 20 ] [ 21 ] |

### Общины
| Название                                  | Изображение | Площадь | Население (по годам переписи) | Население (по годам переписи) | Координаты                      | Этн. состав (2011)                                                | Карта | Прим.         |
| Название                                  | Изображение | Площадь | 2001                          | 2011                          | Координаты                      | Этн. состав (2011)                                                | Карта | Прим.         |
| ----------------------------------------- | ----------- | ------- | ----------------------------- | ----------------------------- | ------------------------------- | ----------------------------------------------------------------- | ----- | ------------- |
| Берек хорв. Berek                         |             | 110,72  | 1706                          | 1448                          | 45°44′29″ с. ш. 16°49′48″ в. д. | хорваты — 91,68 % сербы — 4,99 %                                  |       | [ 22 ] [ 23 ] |
| Велика-Писаница хорв. Velika Pisanica     |             | 83,67   | 2151                          | 1774                          | 45°48′06″ с. ш. 17°03′55″ в. д. | хорваты — 72,21 % сербы — 12,97 % албанцы — 8,2 % венгры — 4,6 %  |       | [ 24 ] [ 25 ] |
| Велика-Трновитица хорв. Velika Trnovitica |             | 60,43   | 1661                          | 1373                          | 45°41′10″ с. ш. 16°57′11″ в. д. | хорваты — 94,82 % сербы — 3,8 %                                   |       | [ 26 ] [ 27 ] |
| Велики-Грджевац хорв. Veliki Grđevac      |             | 169,44  | 3313                          | 2827                          | 45°45′05″ с. ш. 17°03′00″ в. д. | хорваты — 85,01 % сербы — 5,9 % чехи — 4,74 % венгры — 2,25 %     |       | [ 28 ] [ 29 ] |
| Велико-Тройство хорв. Veliko Trojstvo     |             | 65,09   | 3092                          | 2731                          | 45°55′53″ с. ш. 16°55′46″ в. д. | хорваты — 97,81 % сербы — 1,02 %                                  |       | [ 30 ] [ 31 ] |
| Дежановац хорв. Dežanovac                 |             | 102,49  | 3355                          | 2671                          | 45°34′00″ с. ш. 17°05′07″ в. д. | хорваты — 58,86 % чехи — 23,09 % сербы — 11,71 % венгры — 4,09 %  |       | [ 32 ] [ 33 ] |
| Джуловац хорв. Đulovac                    |             | 188,22  | 3640                          | 3199                          | 45°39′47″ с. ш. 17°25′45″ в. д. | хорваты — 83,82 % сербы — 13,16 % чехи — 1,05 %                   |       | [ 34 ] [ 35 ] |
| Зрински-Тополовац хорв. Zrinski Topolovac |             | 30,27   | 1000                          | 896                           | 46°01′22″ с. ш. 16°45′08″ в. д. | хорваты — 99,89 %                                                 |       | [ 36 ] [ 37 ] |
| Иванска хорв. Ivanska                     |             | 129,13  | 3510                          | 2927                          | 45°46′56″ с. ш. 16°48′22″ в. д. | хорваты — 91,82 % сербы — 6,42 %                                  |       | [ 38 ] [ 39 ] |
| Капела хорв. Kapela                       |             | 104,55  | 3516                          | 2973                          | 45°59′16″ с. ш. 16°51′06″ в. д. | хорваты — 96,11 % сербы — 2,85 %                                  |       | [ 40 ] [ 41 ] |
| Кончаница хорв. Končanica; чеш. Končanica |             | 83,61   | 2824                          | 2349                          | 45°38′17″ с. ш. 17°09′52″ в. д. | чехи — 47,03 % хорваты — 41,65 % сербы — 7,63 % венгры — 1,82 %   |       | [ 42 ] [ 43 ] |
| Нова-Рача хорв. Nova Rača                 |             | 92,73   | 4077                          | 3434                          | 45°47′57″ с. ш. 16°57′13″ в. д. | хорваты — 91,76 % албанцы — 4,02 % венгры — 1,66 % сербы — 1,31 % |       | [ 44 ] [ 45 ] |
| Ровище хорв. Rovišće                      |             | 78,70   | 5262                          | 4875                          | 45°56′46″ с. ш. 16°43′54″ в. д. | хорваты — 97,70 % сербы — 1,51 %                                  |       | [ 46 ] [ 47 ] |
| Северин хорв. Severin                     |             | 25,91   | 1038                          | 879                           | 45°50′22″ с. ш. 16°57′57″ в. д. | хорваты — 87,00 % сербы — 8,21 %                                  |       | [ 48 ] [ 49 ] |
| Сирач хорв. Sirač                         |             | 144,91  | 2546                          | 2178                          | 45°31′39″ с. ш. 17°15′27″ в. д. | хорваты — 73,22 % сербы — 13,53 % чехи — 11,32 %                  |       | [ 50 ] [ 51 ] |
| Херцеговац хорв. Hercegovac               |             | 50,73   | 2791                          | 2367                          | 45°39′23″ с. ш. 17°00′36″ в. д. | хорваты — 89,22 % чехи — 8,22 %                                   |       | [ 52 ] [ 53 ] |
| Шандровац хорв. Šandrovac                 |             | 62,78   | 2095                          | 1775                          | 45°54′17″ с. ш. 17°01′44″ в. д. | хорваты — 87,11 % сербы — 8,56 % албанцы — 2,82 %                 |       | [ 54 ] [ 55 ] |
| Штефанье хорв. Štefanje                   |             | 72,18   | 2347                          | 2020                          | 45°48′20″ с. ш. 16°43′03″ в. д. | хорваты — 92,36 % сербы — 6,21 %                                  |       | [ 56 ] [ 57 ] |